# Ла Уерта, Ла Финка (Санта Марија Кортихо)
Ла Уерта, Ла Финка (шп. La Huerta, La Finca) насеље је у Мексику у савезној држави Оахака у општини Санта Марија Кортихо. Насеље се налази на надморској висини од 70 м.

## Становништво
Према подацима из 2010. године у насељу је живело 6 становника.

### Хронологија
| Година       | 2000      | 2010 |
| ------------ | --------- | ---- |
| Становништво | 8 (4 / 4) | 6    |

### Попис
| # | Индикатор                     | Вредност |
| - | ----------------------------- | -------- |
| 1 | Укупно домаћинстава           | 3        |
| 2 | Укупно насељених домаћинстава | 1        |
| 3 | Величина локације             | 1        |